# Euphyia spoliata
Euphyia spoliata là một loài bướm đêm trong họ Geometridae.